# Mistrovství světa bez rozdílu vah v judu 2008
Mistrovství světa bez rozdílu vah se konalo v Marcel Cerdan Palace of Sports v Levallois-Perret ve dnech 20.-21. prosince 2008.
Na XXV. mistrovství světa v roce 2009 se v kategorii bez rozdílu vah poprvé v historii nebojovalo.

## Program
- SOB – 20.12.2008 – bez rozdílu vah (ženy)
- NED – 21.12.2008 – bez rozdílu vah (muži)

## Výsledky

### Muži
| muži            | Zlato             | Stříbro                  | Bronz                                        |
| --------------- | ----------------- | ------------------------ | -------------------------------------------- |
| Bez rozdílu vah | Teddy Riner (FRA) | Alexandr Michajlin (RUS) | Grzegorz Eitel (POL) Matthieu Bataille (FRA) |

### Ženy
| ženy            | Zlato            | Stříbro                  | Bronz                                         |
| --------------- | ---------------- | ------------------------ | --------------------------------------------- |
| Bez rozdílu vah | Tchung Wen (CHN) | Jelena Ivaščenková (RUS) | Megumi Tačimotová (JPN) Mika Sugimotová (JPN) |